# Chuyến bay 771 của Afriqiyah Airways
Chuyến bay 771 của Afriqiyah Airways là một chuyến bay của hãng hàng không Afriqiyah Airways xuất phát từ thành phố Johannesburg, Nam Phi và rơi tại Tripoli, Libya vào ngày 12 tháng 5 năm 2010 làm thiệt mạng trên 100 người. Chiếc máy bay này rơi khi đang tìm cách đáp xuống sân bay quốc tế Tripoli. Chuyến bay theo lịch trình sẽ đến sân bay Gatwick ở London sau khi dừng lại ở sân bay quốc tế Tripoli.
Chiếc máy bay này đã gặp nạn vào sáng sớm khiến toàn bộ hành khách và phi hành đoàn thiệt mạng, trừ một cậu bé 9 tuổi người Hà Lan hiện đang được điều trị trong bệnh viện, nhưng các vết thương không nguy hiểm đến tính mạng.
Trên chuyến bay này có 62 người Hà Lan. thông qua hai công ty du lịch tại Hà Lan. Hành khách duy nhất sống sót là một cậu bé người Hà Lan 9 tuổi. Nguyên nhân vụ rơi máy bay chưa được xác định rõ. Hộp đen đã được tìm thấy và điều tra nguyên nhân vẫn được tiếp tục triển khai. Hãng hàng không Afriqiyah bị Liên minh châu Âu liệt kê vào Danh sách các hãng hàng không bị Liên minh châu Âu cấm. Chiếc máy bay bị nạn này đã được Hãng hàng không Afriqiyah mua năm 2009.

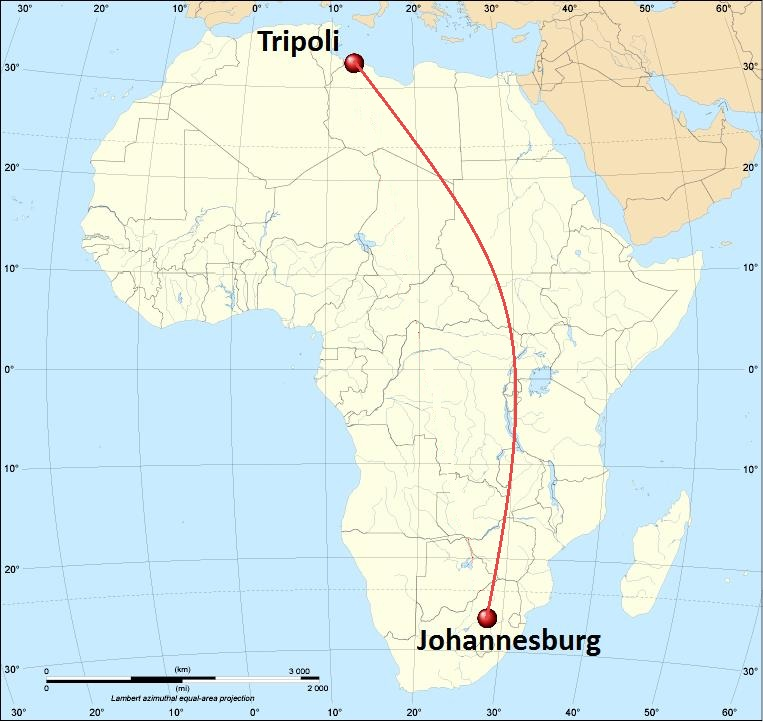
Đường bay

## Máy bay
Chiếc máy bay điều hành là chiếc Airbus A330-200, số đang ký 5A-ONG, vừa được giao hồi tháng 9/2009. Khi ấy chỉ mới hoạt động được 0.7 năm. Được đẩy bởi 2 động cơ General Electric CF6-80E1A3.

## Sống sót
Cậu bé 9 tuổi Ruben van Assouw, đến từ Tilburg ở Hà Lan là người sống sót duy nhất sau tai nạn máy bay. Cậu bé được nhân viên cứu hộ tìm thấy tại điểm cách máy bay 400 mét. Cậu bé vẫn còn ở chỗ ngồi của mình và hoàn toàn trần truồng. Lực tác động khi va chạm đã xé tan quần áo của cậu. Cậu bé đã được đưa đến một bệnh viện ở Tripoli và được điều trị hai chân bị gãy và một số vết bầm tím. Sau đó cậu đã được gia đình đưa trở lại Hà Lan.